# Сербское имя
Сербское имя — имя, которое даётся представителю сербского народа при рождении и используется ими всю жизнь. В сербской культуре считается, что значение имени влияет на характер человека. Сербы могут носить имена славянского происхождения (Бранимир, Владислава, Весна, Вук), греческого (Доротея, Джордже, Дамьян), еврейского (Йован, Лазар, Тамара) и даже арабского или тюркского происхождения (Амир, Селма, Эмина). Греческие имена характерны для сербов-христиан, арабские и тюркские — для сербов-мусульман.

## История
Первые имена, которые давались сербам, были славянского (народного) происхождения, которые давались в честь животных, растений, природных явлений или личных качеств человека. В сербской культуре считалось и продолжает считаться, что от имени человека зависит его судьба во времени и пространстве, а также его доминирующие черты характера. После принятия сербами христианства среди них стали распространяться христианские имена греческого и еврейского происхождения. Так, в летописи города Дечани от 1330 года почти 90 % местных жителей носили народные имена. В XV веке доля народных имён составляла 72,6 % даже во время турецкого владычества. Со временем стали появляться сложные имена, состоявшие из двух корней: Томислав, Петрослава, Павлимир, Джурисав и т. д.
С 1900 по 1990 годы среди жителей Белграда встречались имена, заканчивавшиеся на основы «мил», «рад», «драг», «люб», «жив», «слав», «вук», «бор» и «мир». С 1990-х годов снова возрастает доля христианских имён: из 10 детей, родившихся в Белграде в 2003—2005 годах, только у одного было имя чисто славянского происхождения.

## Классификация по происхождению
Сербские имена делятся на имена славянского происхождения и иностранного (греческие, еврейские, арабские и другие): со временем они стали привычными для сербов.

### Славянские имена
Славянские имена являются неотъемлемой частью сербского славянского наследия, распространённые среди всех славянских народов. Для них характерны суффиксы:
- ан(а) (Боян, Деян, Драган, Войкан, Владана, Звездана, Зорана)
- бор(ка) (Велибор, Далиборка, Ратибор)
- ван (Братован, Милован, Негован, Радован)
- вое/вой (Боривое/Боривой, Добривое/Добривой, Кресивое, Любивое, Миливое/Миливой, Радивое/Радивой)
- драг (Миодраг, Предраг)
- ко/ка (Жарко, Станко, Дарко, Борка, Бранка, Данка)
- люб (Боголюб, Братолюб, Драголюб, Миролюб, Светолюб)
- мир (Бранимир, Будимир, Тихомир, Десимир, Любомир, Чедомир)
- рад (Драгорад, Вукорад, Живорад, Милорад, Светорад)
- слав(а) (Бранислава, Ватрослав, Драгослава, Мирослав, Радослав)

### Греческие имена

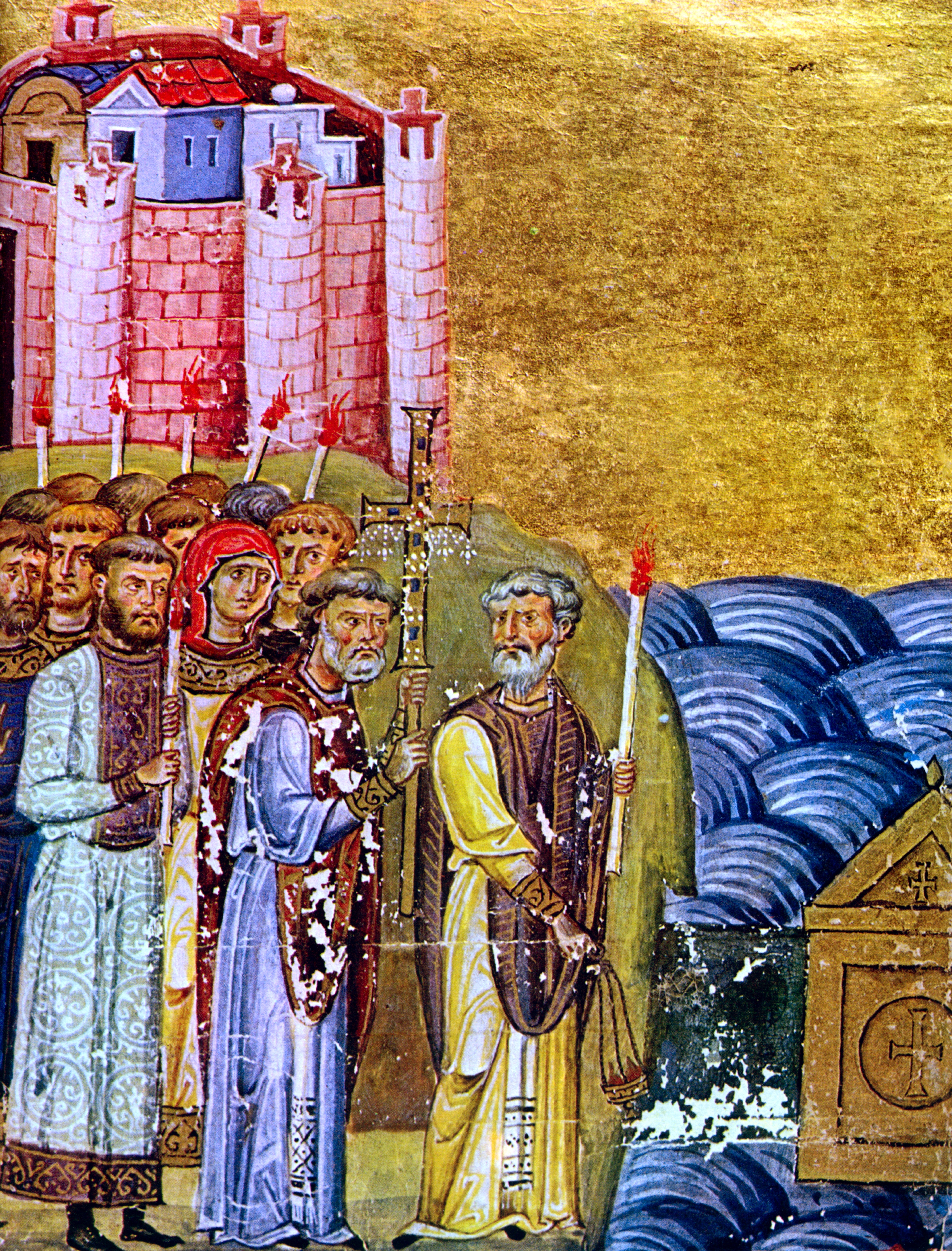
Крещение славянских народов принесло в их культуру имена греческого и еврейского происхождения

Греческие имена в Сербии появились после крещения сербов в православие: в этом большую роль сыграла Византия, а также просветители Кирилл и Мефодий. Для имён греческого происхождения характерны суффиксы:
- ие/а (Алексие, Арсение, Димитрие, Василие, Анастасия)
- ей/а (Андрей, Доротея, Доситей, Тадей, Тимотей)
- им/а (Евросима, Ероним, Леонид)

### Латинские имена
Имена латинского происохждения также пришли в Сербию после крещения. Для этих имён характерны суффиксы:
- ие/е/ия (Антоние, Павле, Корнелие,  Наталия)
- о (Марко)

Также к латинским именам относятся женское имя Ядранка, так как оно является производным от мужского имени Адриан и мужское Срджан, являющееся калькой с латинского Сергей.

### Еврейские имена
Еврейские имена пришли в Сербию после принятия христианства: значительная часть имён упомянута в Ветхом и Новом Заветах. Известны следующие: Аврам, Адам, Гаврило, Давид, Даниела, Илия, Исак, Еврем, Еремия, Елисавета, Йована, Йосиф, Лазарь, Мария, Михаило, Наум, Сава, Сара, Тамара, Манасия и другие.

### Арабские имена
Арабские имена пришли в сербскую традицию после того, как Сербия стала частью Османской империи. Эти имена, однако, носят не только мусульмане, но и христиане. Нередко в смешанных семьях (в основном в СФРЮ) рождались дети, которым давали и арабские имена. Известны следующие: Аиша, Амила, Азра, Элмира, Эмир, Эмина, Эсма, Ясмина, Ламия, Лейла, Мирза, Надия, Сенад, Синан, Сафет, Селма, Фатима, Фахрета, Хана, Шабан и другие.

### Новые имена
Имена, созданные на основе неологизмов или в честь известных людей, появились в Сербии в 1950-е годы. Обычно эти имена носили известные политики, звёзды искусства и другие люди. Так в Сербии появились имена Элвис, Ленин, Сталин, Индира, Жаклина, Кассандра, Валентина, Сильвана, Даяна и другие. Помимо этого, в честь неологизмов стали появляться имена Машинка, Тракторка, Петолетка и многие похожие.

## Классификация по образованию
Сербские имена делятся на простые (один корень) и сложные (два и более корня).

### Простые имена
Простые имена образуются на основе существительных, прилагательных или глаголов, к ним прибавляется затем морфема (преимущественно суффикс). Наиболее распространённые суффиксы:
- ан (Бояан, Вукан, Звездан)
- ван (Радован, Милован)
- ен (Огнен, Люблен)
- ин (Даворин)
- ица (Драгица, Вукица, Вуйица)
- я (Цвея, Хоя)
- е/йе (Радое, Благое)
- ка (Милка, Славка, Яворка)
- ко (Борко, Гойко, Станко, Ранко)
- ла (Добрила)
- ло (Ярило, Ведрило)
- на (Дивна, Видна, Стойна)
- ош (Милош, Радош, Драгош)
- та (Милета, Благота, Владета)
- ут (Борут, Добрут)
- хна (Будихна, Добрихна)
- ша (Углеша, Вранеша)

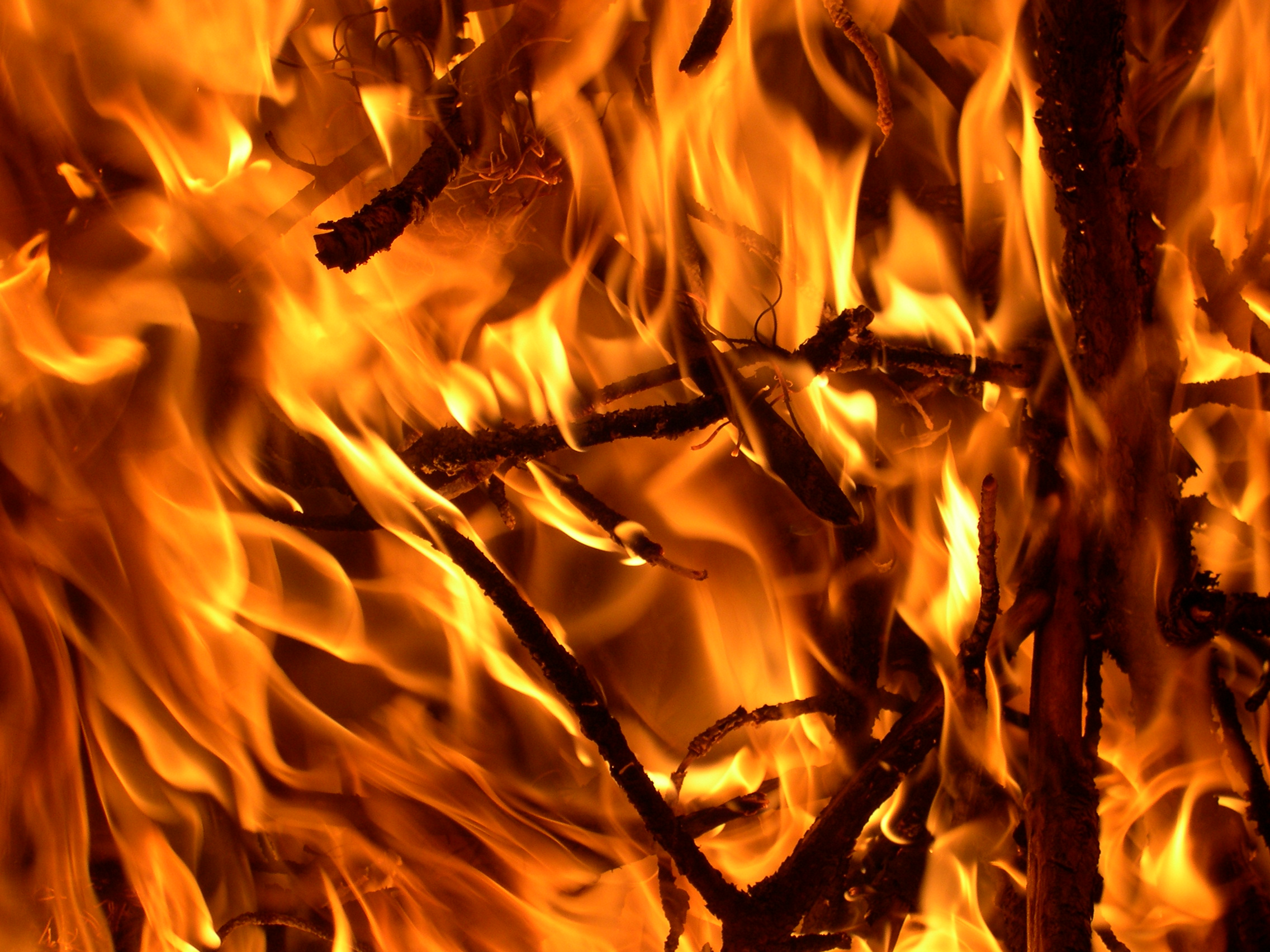
От слов со значением «огонь» появились имена Ватрослав и Ватрослава, Огнен и Огненка, а также Жарко

Наличие морфемы необязательно для образования имени: тогда используются прямо существительные. Так появились имена Вук, Голуб, Лав, Змай, Вишня, Дуня, Ягода, Ружа, Ела и многие другие

### Сложные имена
В сложных именах есть как минимум два корня существительных, прилагательных или глаголов. Встречаются чаще всего следующие корни:
- бог (Боголюб, Божидарка)
- бор (Ратибор, Далиборка)
- бран (Бранимир, Бранислав)
- брат (Вукобрат, Братислав)
- вид (Видосава)
- влад (Владимир, Владислава)

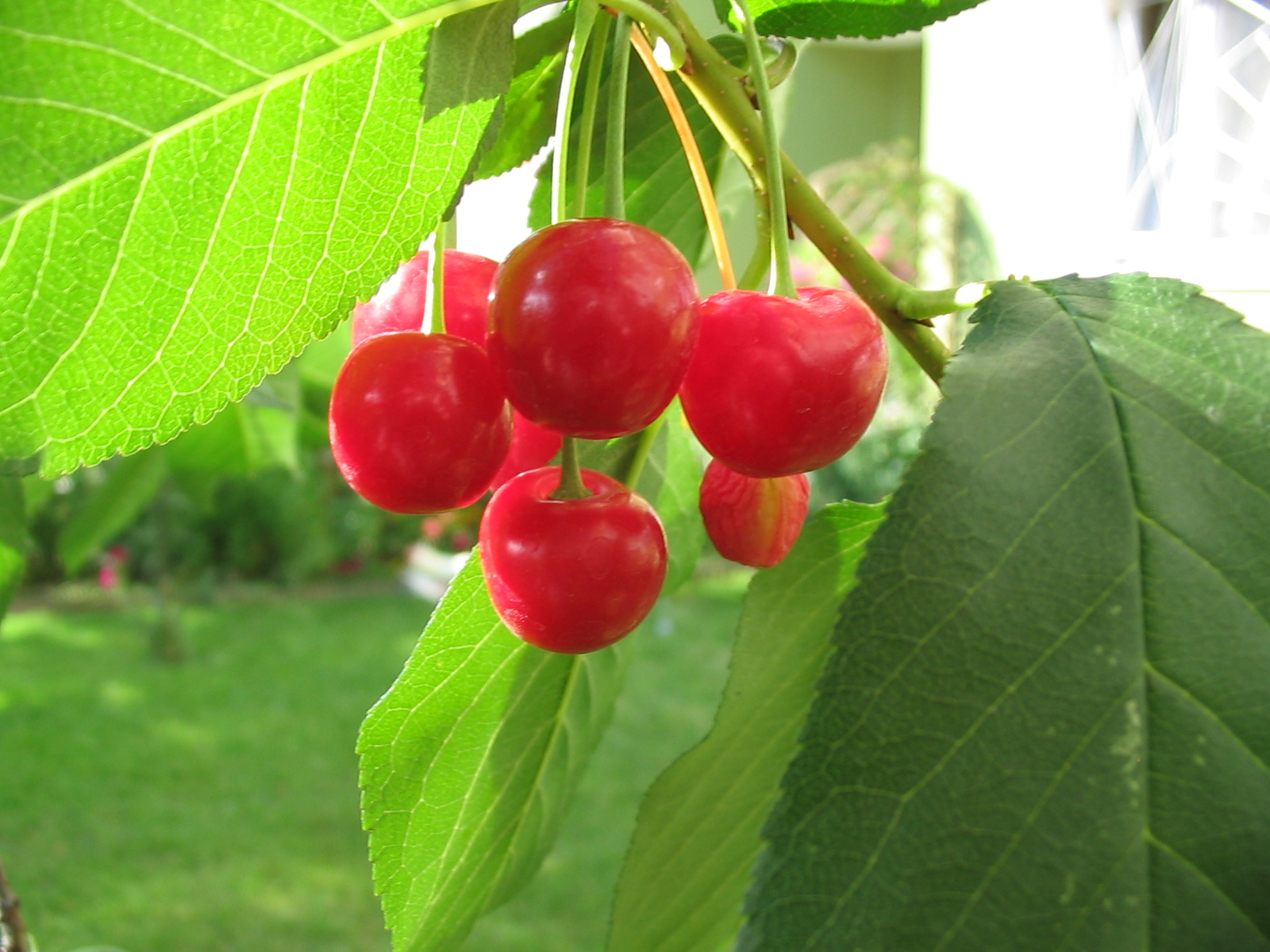
Вишня — одно из тех имён в честь растений, которое получают девочки

- вое/вой (Добривое/Добривой, Радивое/Радивой, Миливое/Миливой)
- вук (Вукица, Вукосава)
- драг (Миодраг, Драга)
- жив (Живорад)
- љуб (Мирољуб)
- мил (Чедомил)
- мир (Мирослав, Владимир, Бранимир)
- рад (Живорад, Милорад)
- рат (Ратибор, Ратимир)
- сав (Радосав, Радисав)
- син/шин (Вукашин, Драгашин)
- слав (Светислав, Ватрослав, Десислава)
- стан (Станимир)

## Значение имени

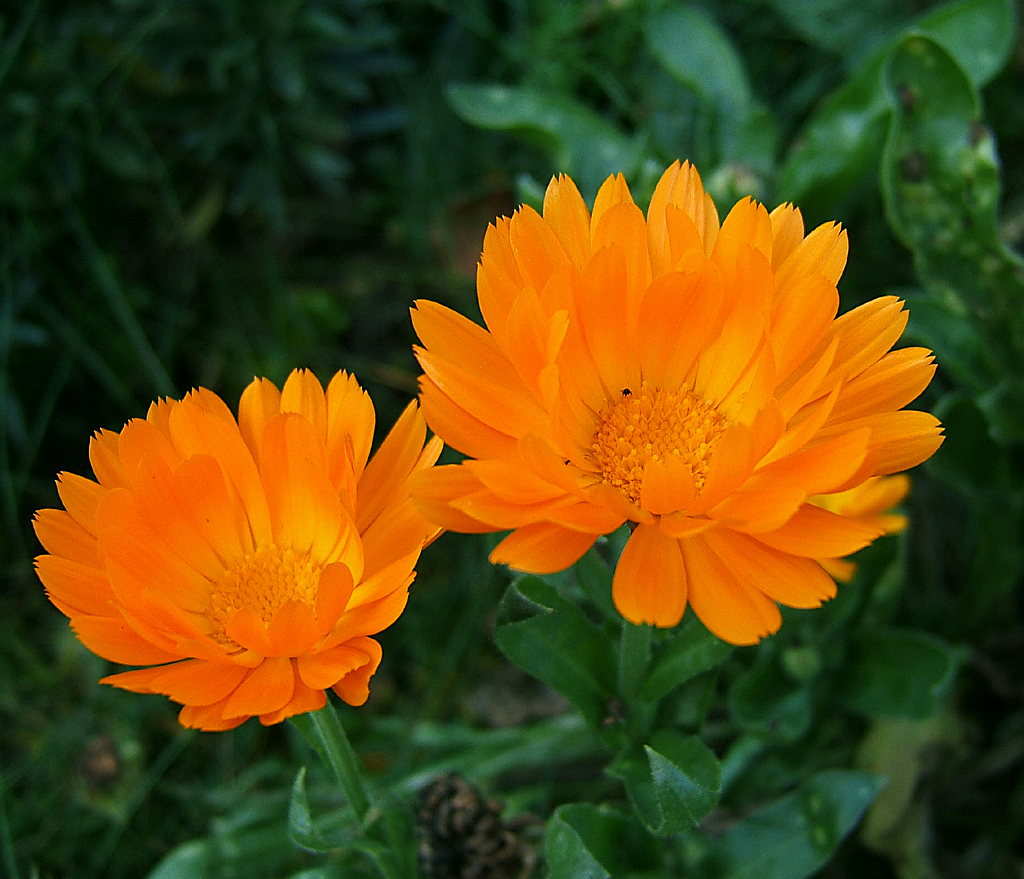
Невен — имя, взятое в честь сербского названия ноготков лекарственных

Имя считается показателем того, каким представляет себе народ окружающий мир, во что верит, чему надеется и как реагирует на испытания. Сербы следуют принципу «Nomen est omen» (лат. Имя есть знак), в соответствии с которым от имени человека многое зависит в его жизни. В сербской традиции было принято давать иногда имена-обереги Вук, Вукашин и Вукан, чтобы давать человеку волчью храбрость и верность, а имя Горчин — тем, кто готов сражаться с трудностями и горечью жизни. Родители, давая имя ребёнку, желали ему обрести счастье, здоровье, красоту, добро, силу, мир, мудрость и любовь. Так, детям давали имена Гвозден, Здравко или Невена, чтобы те были здоровыми; для сохранения красоты — имена Лепа, Дивна и Витомир; добрым сердцем — Благое, Добри, Добривое, Доброчин, Добрача.
Примеры значения некоторых имён:
- Зломаница (обходить зло стороной)
- Завида (никому не завидовать)
- Страхиня (отгонять страх)
- Отмич (не призывать болезнь)
- Живан и Живка (первому ребёнку в семье, в которой долго не было детей)
- Весна (в честь славянской богини весны)
- Лада (в честь славянской богини красоты)
- Ранко и Ранка (родившиеся на рассвете)
- Дуня (в честь народного названия айвы)
- Яблан (серб. тополь, первоцвет)
- Невен, Невенко, Невена и Невенка (от сербского названия календулы)
- Негован и Негош (ласковый, нежный)
- Неманя (от серб. немати — не иметь)
- Небойша (не боящийся [ничего], бесстрашный)